# Apelinski receptor
Apelinski receptor (takođe poznat APJ receptor) je G protein-spregnuti receptor koji vezuje apelin.

## Literatura
1. ↑  O'Dowd BF, Heiber M, Chan A, Heng HH, Tsui LC, Kennedy JL, Shi X, Petronis A, George SR, Nguyen T (1993). „A human gene that shows identity with the gene encoding the angiotensin receptor is located on chromosome 11”. Gene. 136 (1-2): 355—60. PMID 8294032. doi:10.1016/0378-1119(93)90495-O.
2. ↑  Tatemoto K, Hosoya M, Habata Y, Fujii R, Kakegawa T, Zou MX, Kawamata Y, Fukusumi S, Hinuma S, Kitada C, Kurokawa T, Onda H, Fujino M (1998). „Isolation and characterization of a novel endogenous peptide ligand for the human APJ receptor”. Biochem. Biophys. Res. Commun. 251 (2): 471—6. PMID 9792798. doi:10.1006/bbrc.1998.9489.
3. ↑  Lee DK, Cheng R, Nguyen T, Fan T, Kariyawasam AP, Liu Y, Osmond DH, George SR, O'Dowd BF (2000). „Characterization of apelin, the ligand for the APJ receptor”. J. Neurochem. 74 (1): 34—41. PMID 10617103. doi:10.1046/j.1471-4159.2000.0740034.x.
4. ↑  Szokodi I, Tavi P, Földes G, Voutilainen-Myllylä S, Ilves M, Tokola H, Pikkarainen S, Piuhola J, Rysä J, Tóth M, Ruskoaho H (2002). „Apelin, the novel endogenous ligand of the orphan receptor APJ, regulates cardiac contractility”. Circ. Res. 91 (5): 434—40. PMID 12215493. doi:10.1161/01.RES.0000033522.37861.69.

## Dodatna literatura
- Hinohara K; Nakajima T; Sasaoka T;  . (2009). „Validation of the association between AGTRL1 polymorphism and coronary artery disease in the Japanese and Korean populations.”. J. Hum. Genet. 54 (9): HASH(0x28fffa0). PMID 19680269. doi:10.1038/jhg.2009.78.
- Hata J; Matsuda K; Ninomiya T;  . (2007). „Functional SNP in an Sp1-binding site of AGTRL1 gene is associated with susceptibility to brain infarction.”. Hum. Mol. Genet. 16 (6): 630—9. PMID 17309882. doi:10.1093/hmg/ddm005.
- Kälin RE; Kretz MP; Meyer AM;  . (2007). „Paracrine and autocrine mechanisms of apelin signaling govern embryonic and tumor angiogenesis.”. Dev. Biol. 305 (2): 599—614. PMID 17412318. doi:10.1016/j.ydbio.2007.03.004.
- Zhou N; Zhang X; Fan X;  . (2003). „The N-terminal domain of APJ, a CNS-based coreceptor for HIV-1, is essential for its receptor function and coreceptor activity.”. Virology. 317 (1): 84—94. PMID 14675627. doi:10.1016/j.virol.2003.08.026.
- Otsuki T; Ota T; Nishikawa T;  . (2005). „Signal sequence and keyword trap in silico for selection of full-length human cDNAs encoding secretion or membrane proteins from oligo-capped cDNA libraries.”. DNA Res. 12 (2): 117—26. PMID 16303743. doi:10.1093/dnares/12.2.117.
- O'Carroll AM, Don AL, Lolait SJ (2003). „APJ receptor mRNA expression in the rat hypothalamic paraventricular nucleus: regulation by stress and glucocorticoids.”. J. Neuroendocrinol. 15 (11): 1095—101. PMID 14622440. doi:10.1046/j.1365-2826.2003.01102.x.
- Sarzani R; Forleo C; Pietrucci F;  . (2007). „The 212A variant of the APJ receptor gene for the endogenous inotrope apelin is associated with slower heart failure progression in idiopathic dilated cardiomyopathy.”. J. Card. Fail. 13 (7): 521—9. PMID 17826642. doi:10.1016/j.cardfail.2007.04.002.
- Langelaan DN, Bebbington EM, Reddy T, Rainey JK (2009). „Structural insight into G-protein coupled receptor binding by apelin.”. Biochemistry. 48 (3): 537—48. PMID 19123778. doi:10.1021/bi801864b.
- Zhou N; Fan X; Mukhtar M;  . (2003). „Cell-cell fusion and internalization of the CNS-based, HIV-1 co-receptor, APJ.”. Virology. 307 (1): 22—36. PMID 12667811. doi:10.1016/S0042-6822(02)00021-1.
- Li WW; Niu WQ; Zhang Y;  . (2009). „Family-based analysis of apelin and AGTRL1 gene polymorphisms with hypertension in Han Chinese.”. J. Hypertens. 27 (6): 1194—201. PMID 19307984. doi:10.1097/HJH.0b013e32832a3eb1.
- Gerhard DS; Wagner L; Feingold EA;  . (2004). „The status, quality, and expansion of the NIH full-length cDNA project: the Mammalian Gene Collection (MGC).”. Genome Res. 14 (10B): 2121—7. PMC 528928 . PMID 15489334. doi:10.1101/gr.2596504.
- Lee DK; LanÃ§a AJ; Cheng R;  . (2004). „Agonist-independent nuclear localization of the Apelin, angiotensin AT1, and bradykinin B2 receptors.”. J. Biol. Chem. 279 (9): 7901—8. PMID 14645236. doi:10.1074/jbc.M306377200.
- Choe H; Martin KA; Farzan M;  . (1998). „Structural interactions between chemokine receptors, gp120 Env and CD4.”. Semin. Immunol. 10 (3): 249—57. PMID 9653051. doi:10.1006/smim.1998.0127.
- Ota T; Suzuki Y; Nishikawa T;  . (2004). „Complete sequencing and characterization of 21,243 full-length human cDNAs.”. Nat. Genet. 36 (1): 40—5. PMID 14702039. doi:10.1038/ng1285.
- Kleinz MJ, Skepper JN, Davenport AP (2005). „Immunocytochemical localisation of the apelin receptor, APJ, to human cardiomyocytes, vascular smooth muscle and endothelial cells.”. Regul. Pept. 126 (3): 233—40. PMID 15664671. doi:10.1016/j.regpep.2004.10.019.
- Luttrell LM (2008). „Reviews in molecular biology and biotechnology: transmembrane signaling by G protein-coupled receptors.”. Mol. Biotechnol. 39 (3): 239—64. PMID 18240029. doi:10.1007/s12033-008-9031-1.
- Cobellis L; De Falco M; Mastrogiacomo A;  . (2007). „Modulation of apelin and APJ receptor in normal and preeclampsia-complicated placentas.”. Histol. Histopathol. 22 (1): 1—8. PMID 17128405.
- Kubo M (2008). „[Genetic risk factors of ischemic stroke identified by a genome-wide association study]”. Brain and nerve = Shinkei kenkyÅ« no shinpo. 60 (11): 1339—46. PMID 19069168.
- Bai B; Tang J; Liu H;  . (2008). „Apelin-13 induces ERK1/2 but not p38 MAPK activation through coupling of the human apelin receptor to the Gi2 pathway.”. Acta Biochim. Biophys. Sin. (Shanghai). 40 (4): 311—8. PMID 18401529. doi:10.1111/j.1745-7270.2008.00403.x.
- Ishida J; Hashimoto T; Hashimoto Y;  . (2004). „Regulatory roles for APJ, a seven-transmembrane receptor related to angiotensin-type 1 receptor in blood pressure in vivo.”. J. Biol. Chem. 279 (25): 26274—9. PMID 15087458. doi:10.1074/jbc.M404149200.

## Spoljašnje veze
- „Apelin Receptor: APJ”. IUPHAR Database of Receptors and Ion Channels. International Union of Basic and Clinical Pharmacology. Архивирано из оригинала 16. 08. 2021. г.
- Apelin+receptor,+human на 